# Asymmetricospora calamicola
Asymmetricospora calamicola är en svampart som beskrevs av J. Fröhl. & K.D. Hyde 1998. Asymmetricospora calamicola ingår i släktet Asymmetricospora och familjen Melanommataceae.   Inga underarter finns listade i Catalogue of Life.